# Варыш (Коми)
Варыш (коми Варыш) — деревня в Ижемском районе Республики Коми России. Входит в состав сельского поселения Сизябск.

## История
Основана в период между 1850 и 1859 годами. По данным на 1859 год в деревне Варишевской числились 15 дворов и 68 жителей.
По состоянию на 1920 год, в деревне Варышской имелся 71 двор и проживало 342 человека (142 мужчины и 200 женщин). В административном отношении входила в состав Бакуринского общества Бакуринской волости Ижмо-Печорского уезда.

## География
Деревня находится в северо-западной части Республики Коми, в пределах Печорской низменности, в левобережной части долины реки Ижмы, на расстоянии примерно 3 километров (по прямой) к западу от села Ижмы, административного центра района.
Климат
Климат характеризуется как умеренно континентальный, с продолжительной морозной многоснежной зимой и коротким прохладным летом. Средняя температура воздуха самого тёплого месяца (июля) составляет 14,6 °C; самого холодного (января) — −17,4 °C. Среднегодовое количество атмосферных осадков составляет 527 мм.
Часовой пояс
Варыш, как и вся Республика Коми, находится в часовой зоне МСК (московское время). Смещение применяемого времени относительно UTC составляет +3:00.

## Население
| 2010 |
| ---- |
| 399  |

Гендерный состав
По данным Всероссийской переписи населения 2010 года в гендерной структуре населения мужчины составляли 49,9 %, женщины — соответственно 50,1 %.
Национальный состав
Согласно результатам переписи 2002 года, в национальной структуре населения коми-ижемцы составляли 67 % из 416 чел., коми — 31 %.